# Bourg-Beaudouin
Bourg-Beaudouin – miejscowość i gmina we Francji, w regionie Normandia, w departamencie Eure.
Według danych na rok 1990 gminę zamieszkiwały 624 osoby, a gęstość zaludnienia wynosiła 117 osób/km² (wśród 1421 gmin Górnej Normandii Bourg-Beaudouin plasuje się na 379. miejscu pod względem liczby ludności, natomiast pod względem powierzchni na miejscu 663.).